# Springer (videogioco)
Springer (スプリンガー?, Supuringā) è un videogioco arcade del 1982 realizzato dalla software house giapponese Orca Corporation, uscito solo in Giappone. Nonostante ciò, la statunitense Tigervision lo converte per le piattaforme Commodore VIC-20, Atari 8-bit e Atari 2600.

## Modalità di gioco
Springer è un titolo platform a schermata fissa, ove nel quale il giocatore controlla un coniglio. Il suo scopo è di raggiungere il Sole sulla parte alta dello schermo saltando su delle piattaforme a forma di nuvole, prima dello scadere del tempo. In ogni livello sono presenti fuochi, dragoni e uova dalle quali poi questi ultimi nascono. Il giocatore può eliminare tutti loro calciandoli, in modo da guadagnare punti. Occasionalmente appare un nemico che non può essere eliminato dal coniglio, ovvero un corvo che lancia oggetti. Sulle piattaforme vi sono anche variegati tipi di verdure come le carote che fanno ottenere punti extra. Se il giocatore tocca un nemico o fa il modo che il tempo scende a 0, perde una vita. La partita termina una volta che le vite sono esaurite.